# Српска православна црква Вазнесења Господњег у Руми
Српска православна црква Вазнесења Господњег у Руми, према Димитрију Руварцу, подигнута је 1761. године и представља непокретно културно добро као споменик културе од великог значаја.

## Архитектура
Црква посвећена Вазнесењу Господњем у Руми, саграђена је као једнобродна грађевина са полукружном олтарском апсидом на истоку и звоником који се високо уздиже над западним прочељем. Плитки пиластри и вишеструко профилисан кровни венац рашчлањују фасаде, без посебног наглашавања главног улаза.
Високу олтарску преграду, раскошно украшену резбаријом барокних и рокајних форми, осликао је 1772. године Стефан Тенецки, оставивши свој потпис на престоним иконама, у доњим десним угловима. Сигуран цртеж укомпонован у вешто постављене ентеријере, богат колорит и смело третирање драперије присутни су на свим радовима арадског сликара, једног од најзначајнијих представника украјинског барока код Срба. Представу св. Тројице извео је 1843. године Павле Чортановић. За израду икона на Богородичином трону ангажован је 1860. године Константин Пантелић. Овом времену припадају и иконе са Архијерејског трона, као и јужне и северне двери, дела анонимних аутора.
Конзерваторски радови изведени су 1969. и 1970, а током 2002. године у порти је изграђен Светосавски дом.